# Guaglione (brano musicale)
Guaglione (in italiano, ragazzo) è una canzone in lingua napoletana pubblicata nel 1956 e conosciuta sia in Italia che all'estero.

## Storia
Scritta da Nisa e musicata da Giuseppe Fanciulli, pseudonimo di Pasquale Giuseppe Fucilli (Barletta 1915 - Roma, 1973) la canzone fu presentata per la prima volta al Festival di Napoli del 1956. Originariamente assegnata a Claudio Villa, il brano fu ceduto dal reuccio ad Aurelio Fierro. Con le interpretazioni di Fierro e di Grazia Gresi, il brano si aggiudicò il primo posto al Festival, arrivando ad essere la canzone più gettonata e venduta di quella edizione. Il successo fu tale che per sei settimane di fila si posizionò al primo posto in Hit Parade, ed arrivò ad essere tradotta in varie lingue; tra le versioni straniere quella che spicca è quella francese di Bambino, che portò Dalida al successo e quella in inglese di Patrizio Buanne intitolata Bella bella signorina inserita nell'album Forever Begins Tonight, testo di Steve Crosby (2006).
Nello stesso anno il brano ispirò il film Guaglione diretto da Giorgio Simonelli, con Terence Hill (allora Mario Girotti), Dorian Gray, Titina De Filippo; la pellicola fu un successo tale che l'anno successivo fu girato il sequel Non sono più guaglione diretto da Domenico Paolella, con Tina Pica, Sylva Koscina, Nunzio Gallo, Dante Maggio.
Nel 1958 Pérez Prado ne fa una versione strumentale in stile mambo mentre, alla fine degli anni settanta, gli Eros 2, ne pubblicano una versione disco infarcita di gemiti femminili, intitolata New Guaglione

## Descrizione del brano
Il testo descrive la storia di un ragazzo innamorato che, pur provando ad attirare l'attenzione dell'amata, non riceve alcuna risposta: non mangia più, non dorme più, passeggia sempre sotto il balcone della ragazza ma l'esecutore del brano gli consiglia di ritornare dalla madre e di andare a giocare a pallone perché tanto per le donne e pè te 'nguajà (per rovinarti) c'è tempo.

## Interpretazioni
Tra gli interpreti del brano vi sono:
- Nicla Di Bruno
- Amanda Lear
- Aurelio Fierro
- Grazia Gresi
- Dalida
- Fausto Cigliano (voce e chitarra, come riassuntore delle canzoni in gara, al IV Festival della canzone napoletana, 1956)
- Gloria Lasso
- Gloria Christian
- Roberto Murolo
- Claudio Villa
- Renato Carosone
- Mara Del Rio
- Virginia da Brescia
- Renzo Arbore e l'Orchestra Italiana
- Mario Trevi e i Lunabianca
- Pérez Prado
- Maria Paris
- Peppino di Capri
- Pietra Montecorvino
- Plastic Bertrand
- Patty Pravo
- Nino D'Angelo
- Eros 2
- Gigi D'Alessio e Briga
- Massimo Ranieri
- Quartetto Radar
- M'Barka Ben Taleb
- Patrizio Buanne
- Marino Marini
- Umberto Marcato